# Técnica de fondo blanco

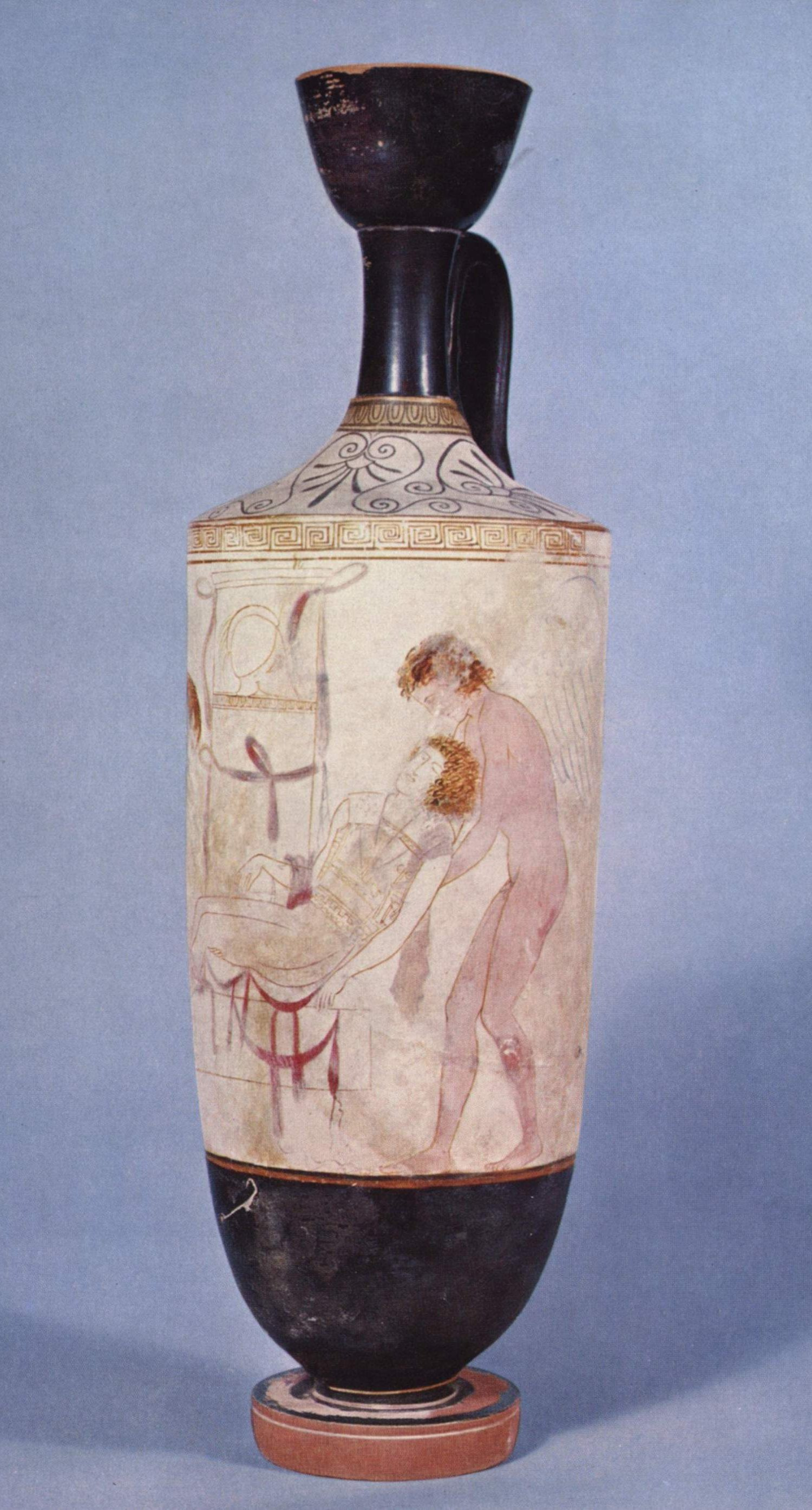
Un lécito de fondo blanco del Pintor de Tánatos h. 440 a. C. Hipnos y Tánatos llevando el cuerpo de Sarpedón del campo de batalla de Troya. Museo Británico.

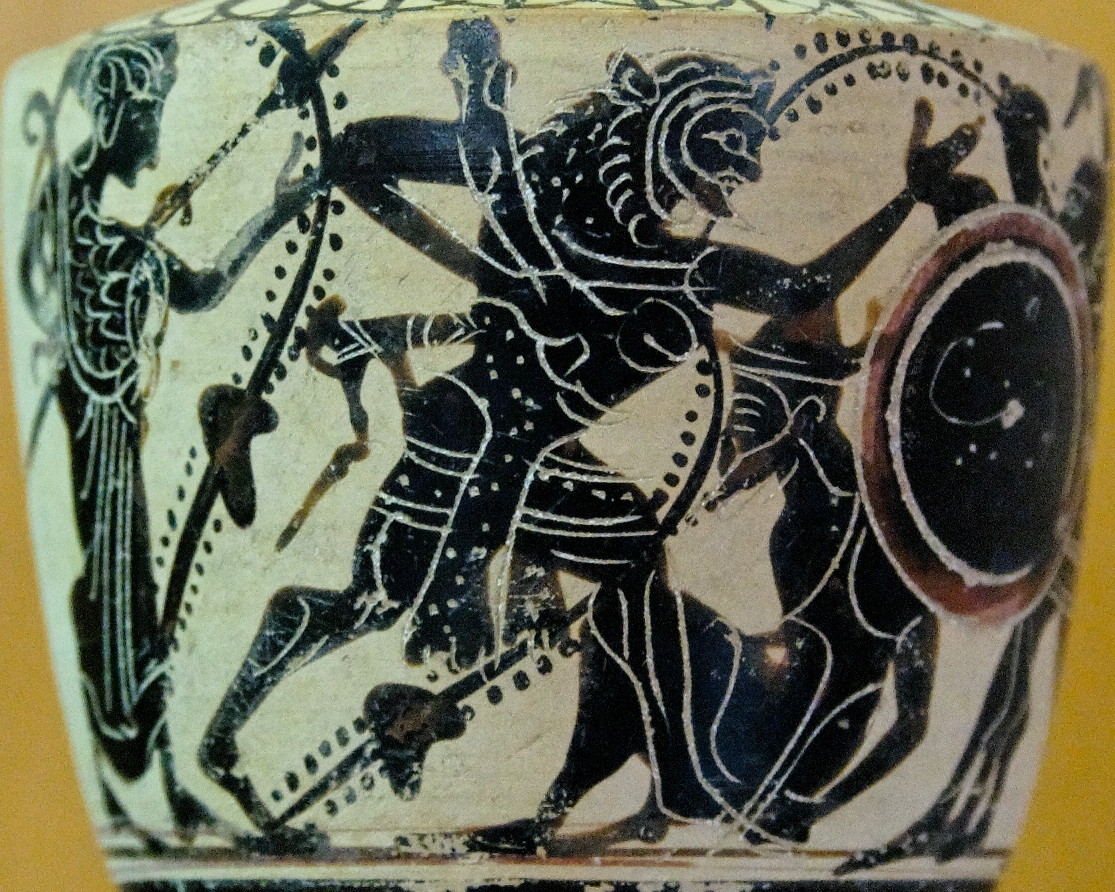
Lecito ático de fondo blanco, que representa a Heracles luchando contra Gerión, Museo Arqueológico Regional Antonino Salinas.

La Técnica de fondo blanco de vasos pintados floreció en Atenas y Etruria entre finales del siglo VI  a. C. y finales del siglo V  a. C., y fue utilizada en el mundo griego hasta aproximadamente mediados del período helenístico.  Aunque el revestimiento blanco, sin óxido de hierro, también se utilizaba en otras fábricas de cerámica, como la greco-oriental, la cicládica o la laconia, solo en Atenas esta técnica dio lugar a un estilo autónomo y completo, que se utilizó junto a los estilos de pintura contemporáneos más convencionales, la cerámica de figuras negras y la cerámica de figuras rojas.
Durante la experimentación que condujo al desarrollo de la técnica de figuras rojas, se probó brevemente una técnica de fondo blanco. Se trataba de pinturas de figuras negras sobre fondo blanco, que probablemente se utilizaron por primera vez para decorar jarrones en el taller del alfarero Nicóstenes . Su superficie rara vez era de un blanco puro, sino generalmente amarillenta o beige claro (diferente del blanco más puro utilizado en la pintura de figuras negras para la piel de las mujeres y otros elementos.
Los restos más antiguos de una cerámica pintada con esta técnica, pertenecen a un cántaros datado en torno al 570  a. C. y firmado por el alfarero-pintor Nearco, que se encontró en la Acrópolis de Atenas (Akropolis 611).
A principios del siglo V a. C., se retomó la técnica, dibujando las figuras con su contorno (eran dibujos monocromáticos). Esta técnica se empleaba en vasos de diversas formas, pero debido a la consistencia frágil de la pintura de fondo blanco (no se adhería firmemente a la superficie del cuerpo de arcilla del vaso durante la cocción), era común, sobre todo en vasos poco utilizadas, sobre todo en lécitos que se colocaban sobre o dentro de tumbas. Esta técnica estaba relacionada con la pintura mural o sobre tabla (pintura sobre tabla encalada), donde también se utilizaba un fondo claro.  En el primer cuarto del siglo V a. C., comenzó a desarrollarse un tercer estilo de pintura de vasos sobre fondo blanco: pinturas a cuatro tintas con recubrimientos brillantes y colores minerales, promovidas por el pintor Eufronio. Se caracterizaba por combinar dibujos de contorno con recubrimientos brillantes y áreas coloreadas, mientras que su repertorio cromático estaba determinado por rojos y marrones, además de amarillo, blanco y negro. El uso de un fondo blanco en conjunción con la pintura del contorno no se desarrolló hasta aproximadamente el 520  a. C. y se asocia con los talleres donde trabajaron el Pintor de Andócides, Nicóstenes y Psiax. Durante el período clásico se pueden identificar tres formas principales: lécitos, kílices y cráteras.
En el período clásico temprano (alrededor del segundo cuarto del siglo V a. C., se utilizaba una combinación de pintura brillante (engobe) y pinturas minerales sobre los lécitos. Las imágenes aquí se componen principalmente de áreas coloreadas. Los dibujos de contorno limpio se limitan generalmente a cuerpos masculinos, mientras que las figuras femeninas se pintan en blanco opaco. Los vestidos de las mujeres suelen estar decorados con negro brillante (pintura, engobe), pinturas minerales, pero también pinturas no cerámicas como el bermellón o el azul egipcio. Muchos jarrones representan escenas de la vida femenina. Las escenas funerarias son poco frecuentes. El representante más destacado de este estilo fue el Pintor de Aquiles.
El quinto estilo de pinturas sobre fondo blanco incluye la llamada pintura policromada sobre lécitos (también comunes crátera y pínax), en la que el negro brillante y el blanco opaco desaparecen de las representaciones. En esta fase, los cuerpos de las mujeres se presentan de nuevo en forma de dibujos de contornos, mientras que el uso de colores minerales no cerámicos aumenta constantemente. Los elementos individuales de la superficie suelen colorearse después de la cocción, lo que limita la durabilidad del concepto de color.
En un posterior desarrollo de la técnica, se aplicaba a menudo un lavado de color a la ropa o a la piel de las figuras representadas. La primera vez que se empleó la técnica fue para crear bandas estroboscópicas de color que enfatizaran la forma del vaso, como hizo Nearco, (Museo Metropolitano de Arte de Nueva York 1926, 26.49).
Experimentó un verdadero renacimiento en algunos lugares durante el período helenístico, con la aparición de pinturas tanto monocromas como policromadas. En la Alejandría helenística del Antiguo Egipto se utilizaron varias hidrias con fondo blanco como urnas funerarias, la mayoría de las cuales se encontraron en un cementerio de Al-Hadra (al este de Alejandría). Se fabricaron en Creta (algunas también fueron hechas por alfareros locales). Se utilizaban para el entierro de muertos extranjeros. Presentan una decoración sencilla y están inscritas con nombres y fechas. A finales del siglo III a. C., un nuevo tipo de vaso conocido como lágino se decoraba a menudo con pintura marrón sobre una capa blanca. Los elementos decorativos incluían principalmente coronas y objetos asociados con festividades.
Aplicar engobe (técnica de esmaltado de cerámica), un recubrimiento fino (brillante), llamado inapropiadamente barniz, era una preparación a base de arcilla utilizada para decorar vasos en el mundo griego antiguo. En realidad no se decoraban con un simple recubrimiento, sino con una capa muy fina de arcilla refinada, purificada y decantada que contenía hierro; Durante el complejo proceso de cocción del vaso en el horno, el hierro se oxidaba y el revestimiento adquiría un característico aspecto brillante (una fina capa de arcilla blanca o coloreada aplicada al producto antes de la cocción para obtener una superficie mate o brillante). Con su delicado estilo de dibujo y decoración policromada, los vasos de fondo blanco ofrecen una visión de obras maestras perdidas de la pintura griega.

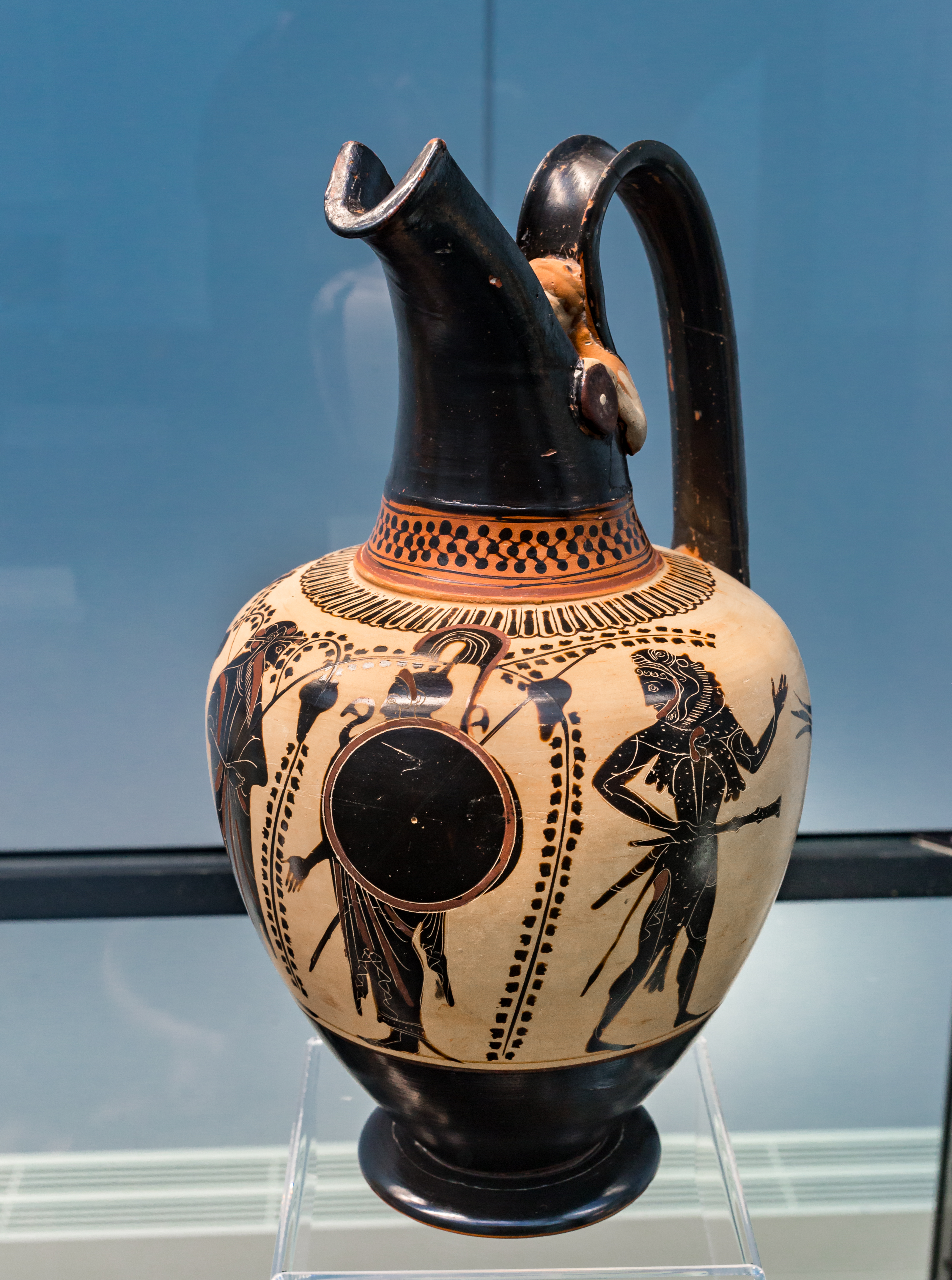
Enócoe ático de figuras negras sobre fondo blanco (Tipo I), pintado por el Pintor del Louvre F 118, 520-510 a. C.,Staatliche Antikensammlungen 1828, Múnich.
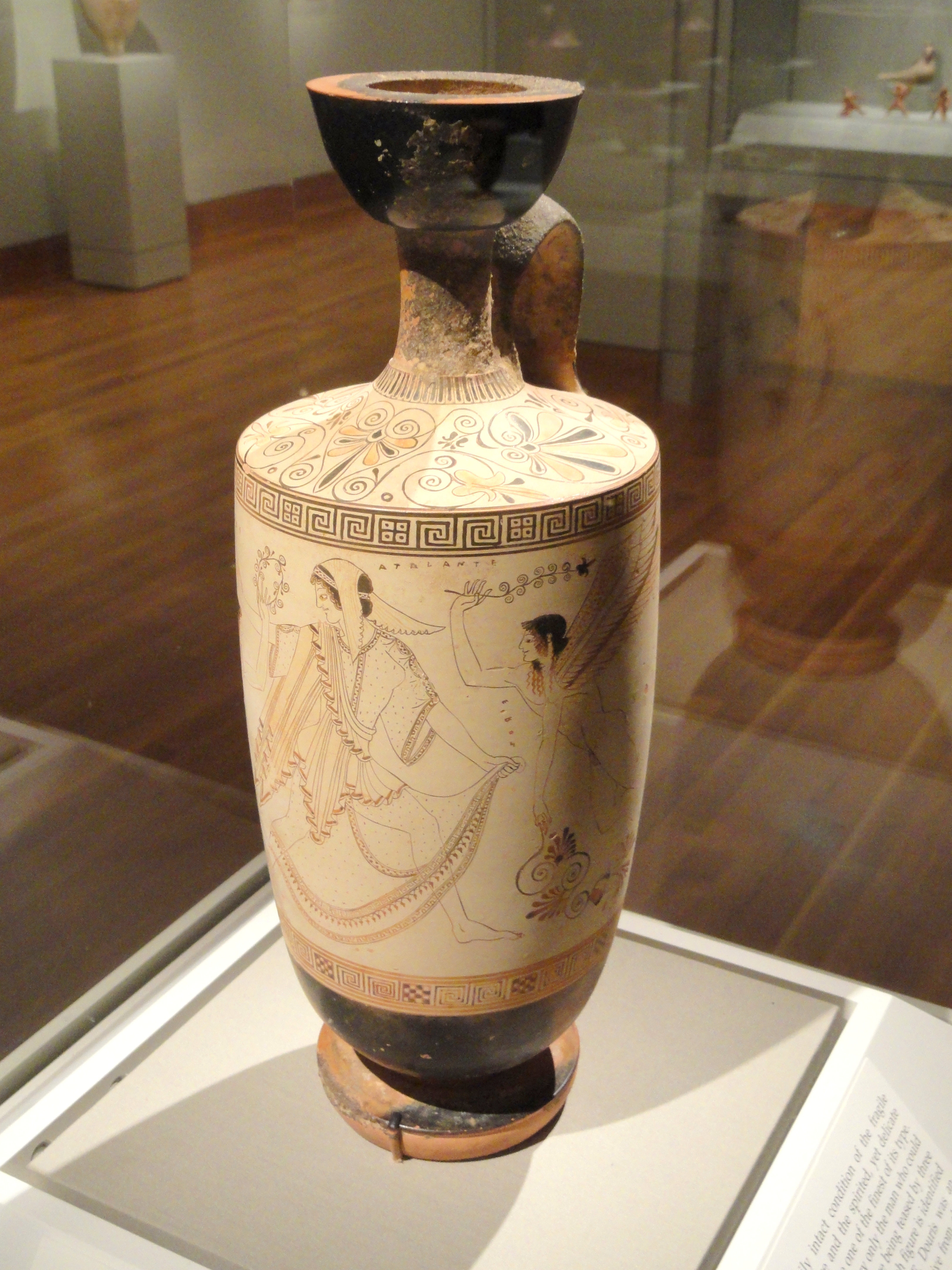
Lécito ático pintado con técnica de fondo blanco (tipo II), c. 500-490 a. C., Museo de Arte de Cleveland, Cleveland.
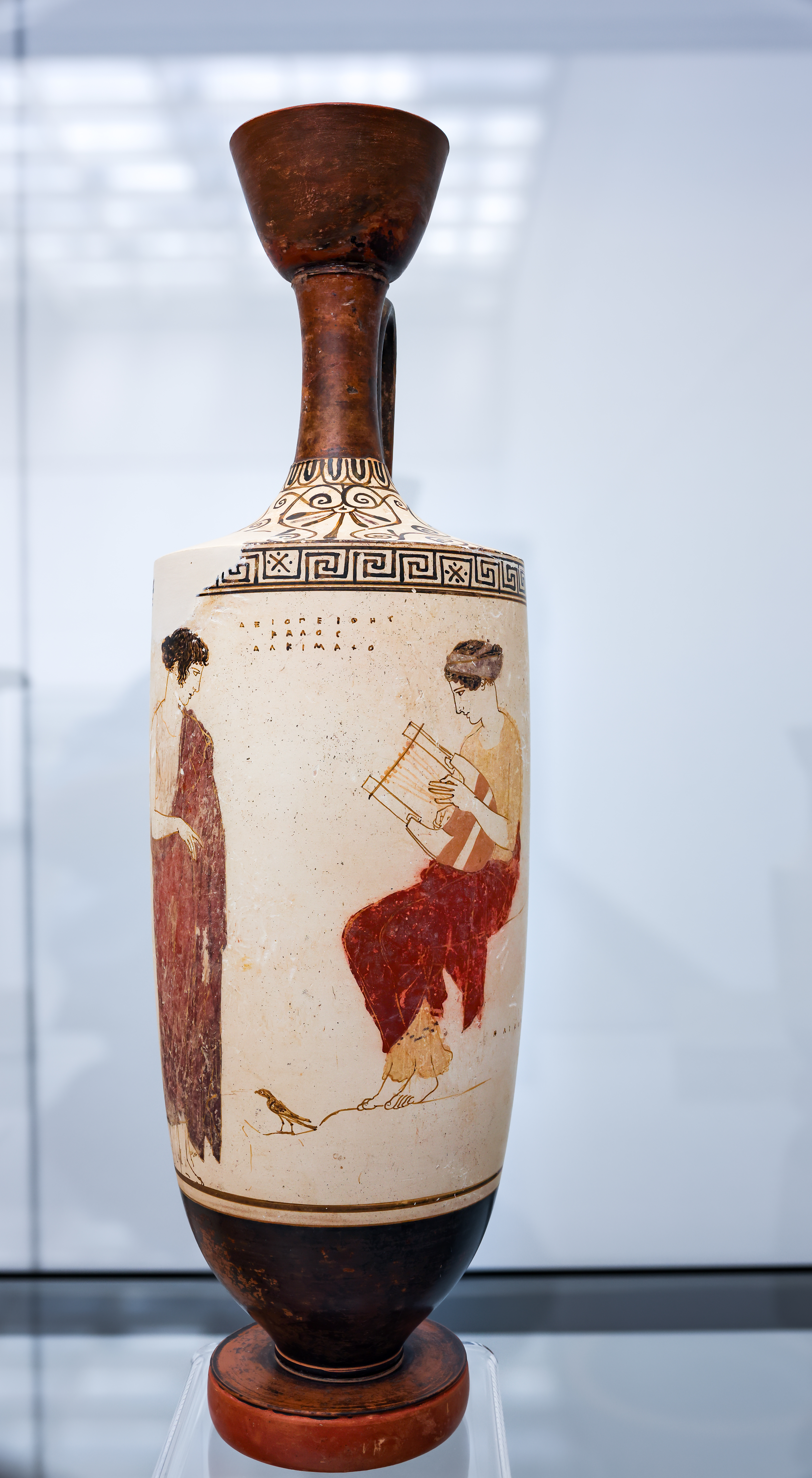
Lecito ático pintado con técnica de fondo blanco (tipo III), Pintor de Aquiles, c. 445-435 a. C., Staatliche Antikensammlungen SCH 80, Múnich.
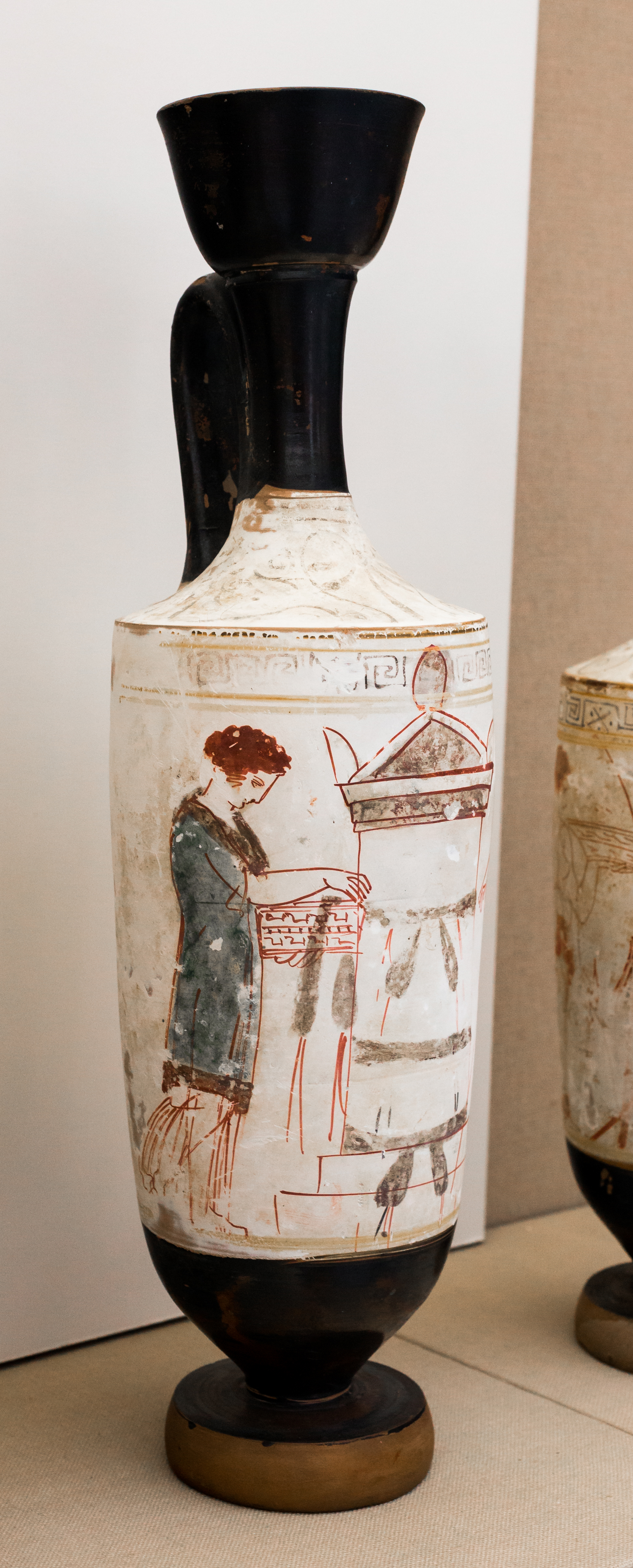
Lécito ático pìntado con técnica de fondo blanco (tipo IV), c. 420-400 a. C., Museo Británico, Londres.
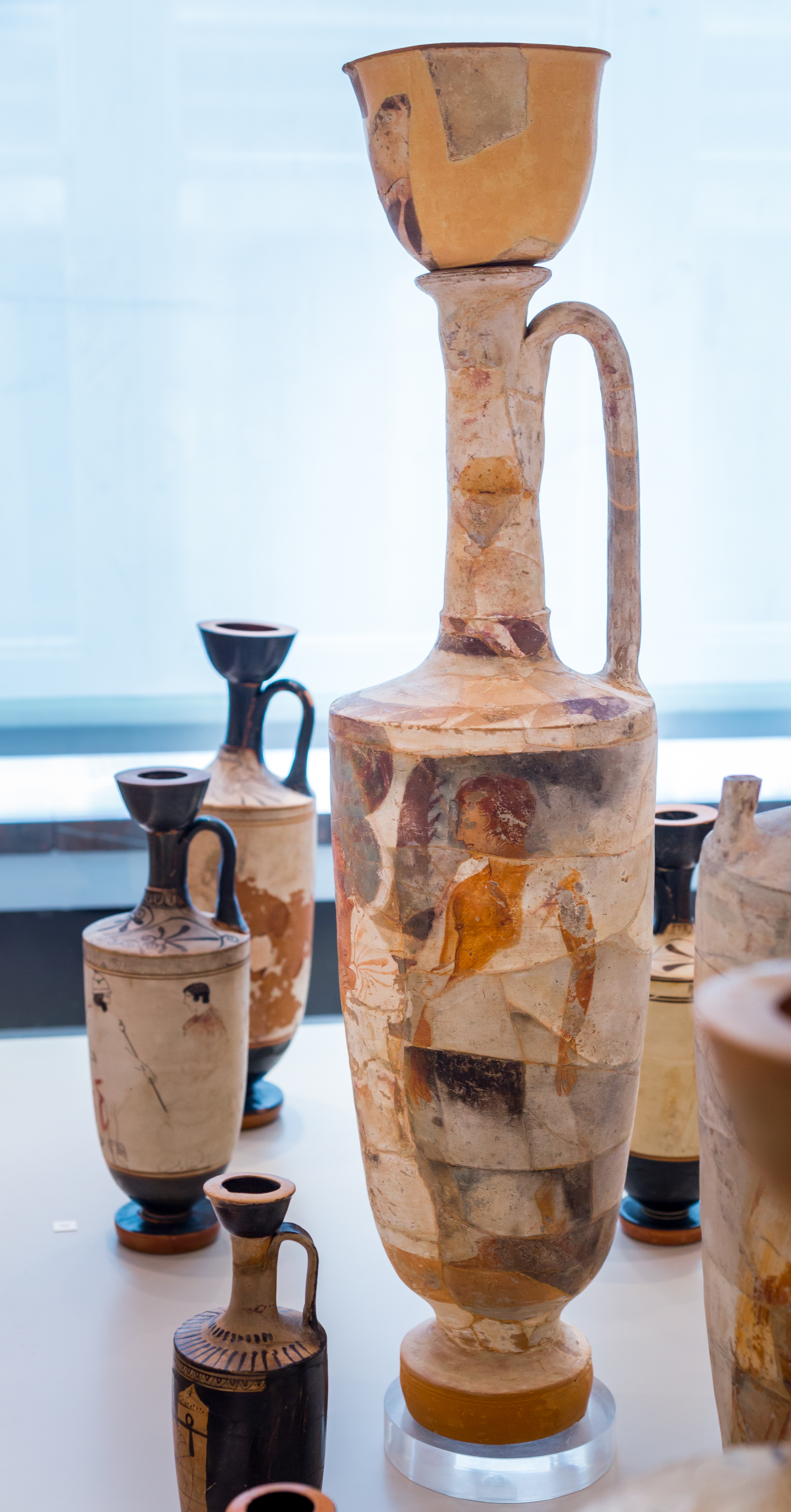
Lécito ático pìntado con técnica de fondo blanco (tipo V), ca. 400 a. C.,  Antikensammlung Berlin F 2685, Berlín.
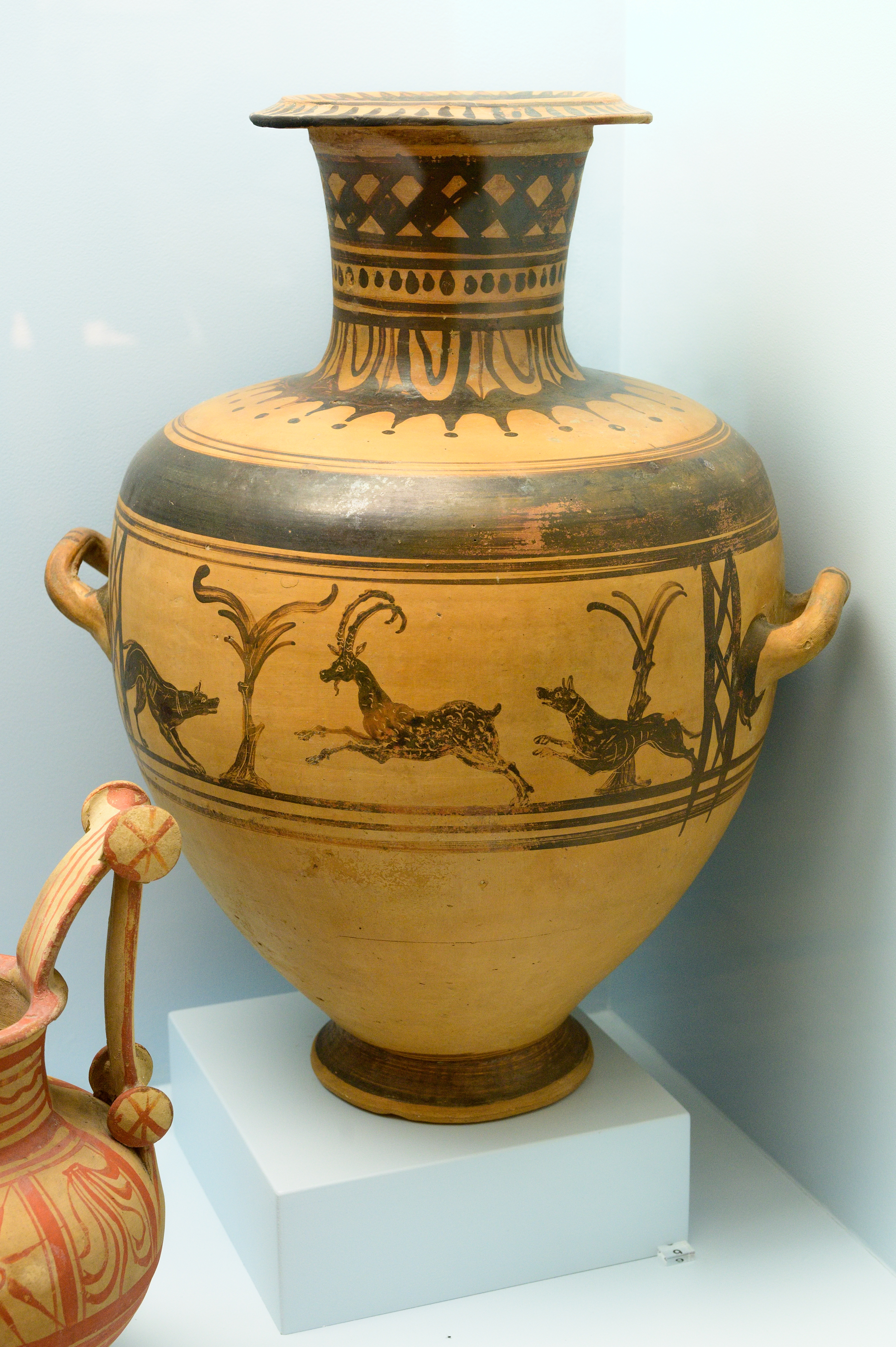
Hidria de la necrópolis de Al-Hadra en Alejandría, siglo III a. C. Museo Kanellopoulos de Atenas.
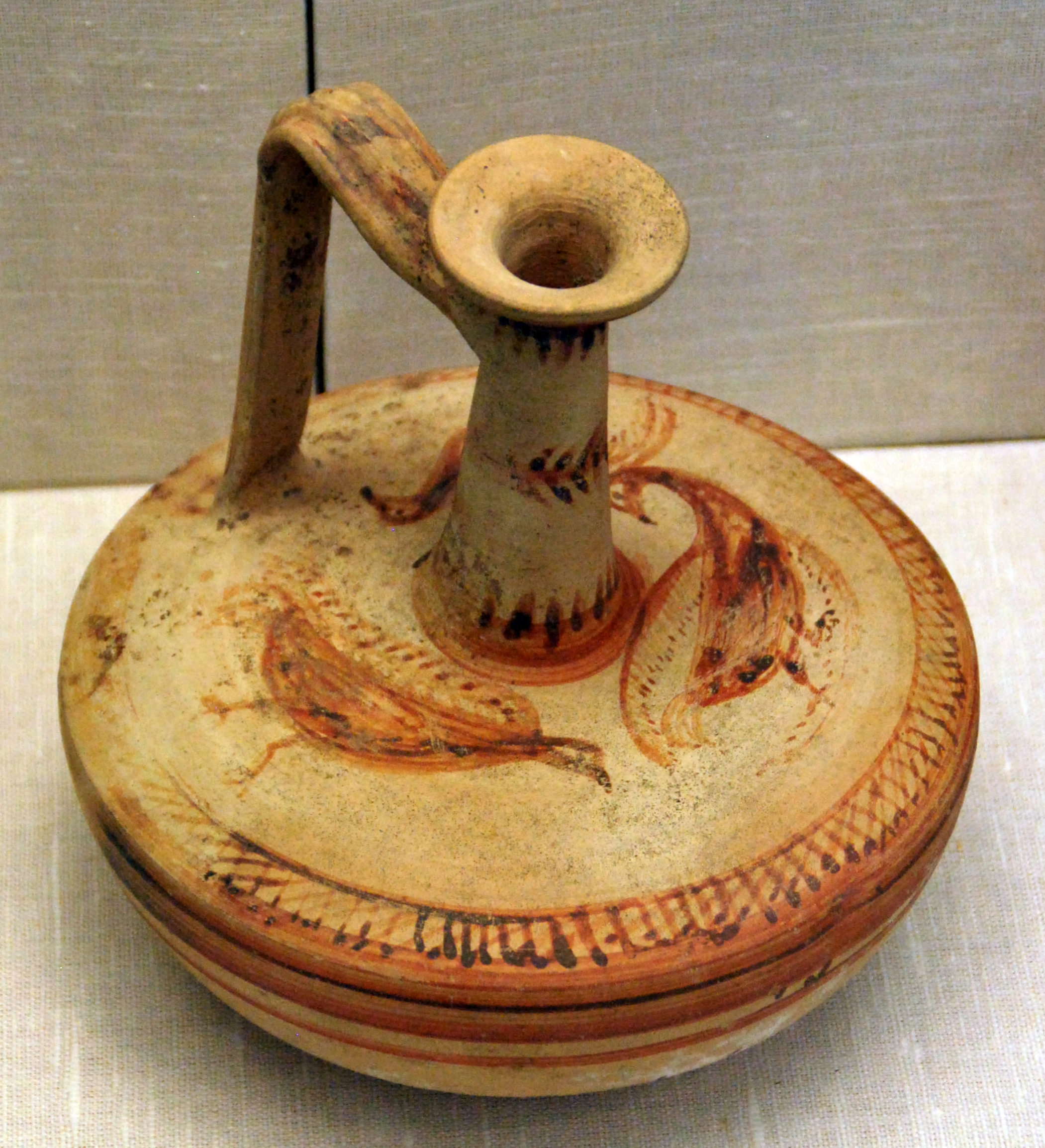
Lágino (Chipre) con pintura marrón sobre fondo blanco, siglo II a. C., Antikensammlung Kiel B 919.